# Bielgrange Farm

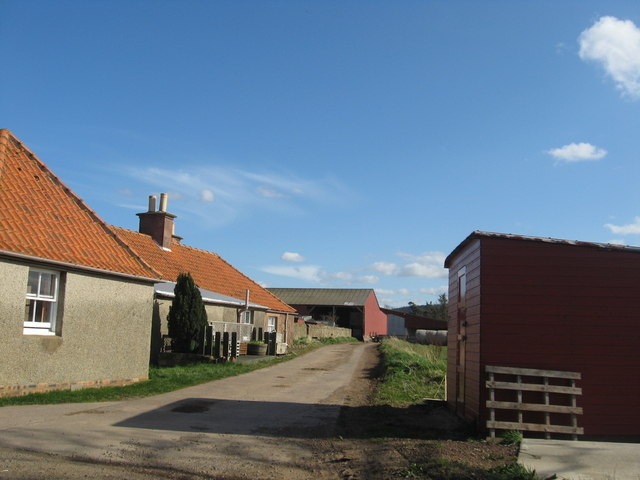
Bielgrange Farm

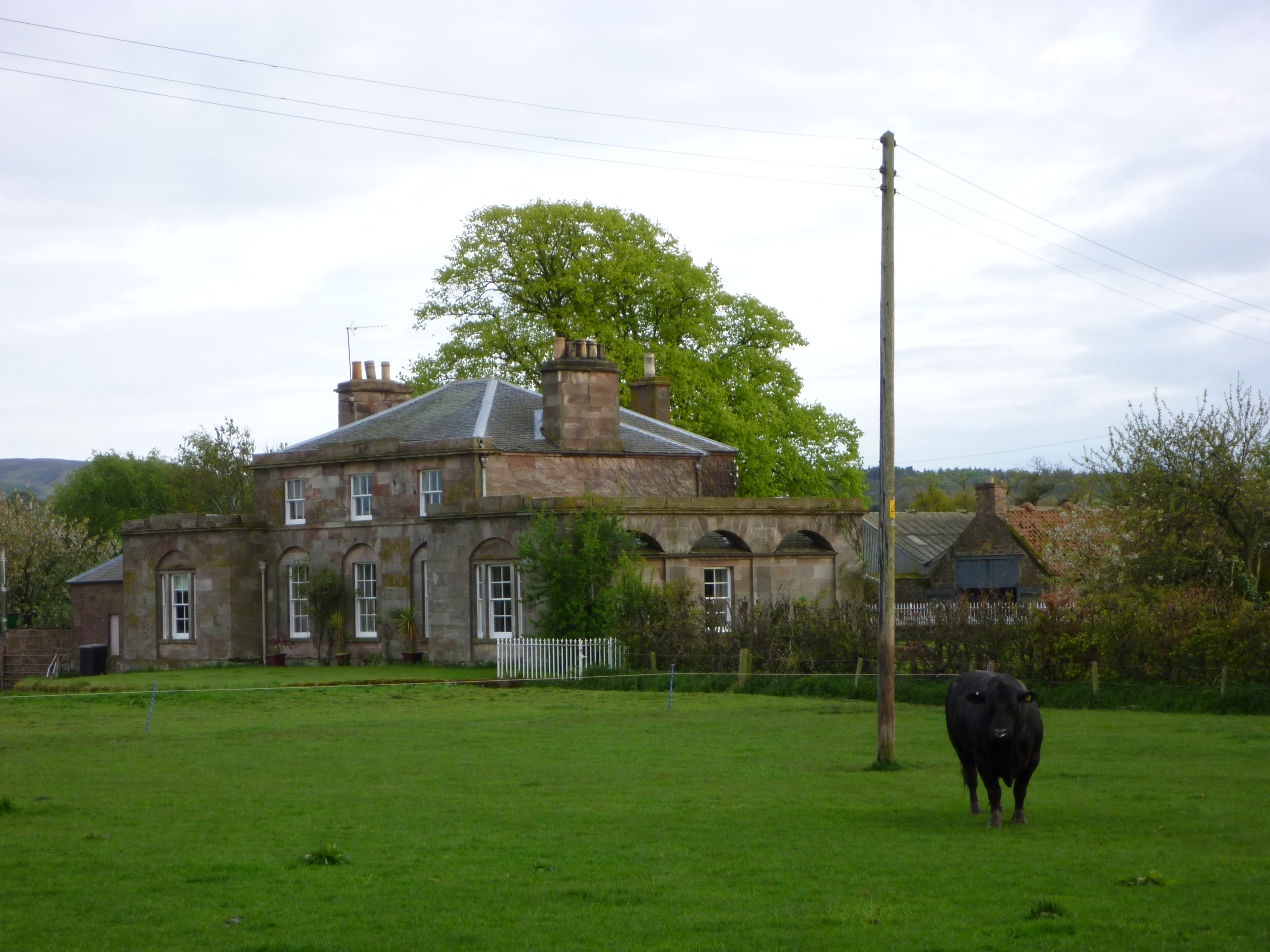
Das denkmalgeschützte Bauernhaus

Die Bielgrange Farm ist ein Gehöft nahe der schottischen Ortschaft Stenton in der Council Area East Lothian. 1971 wurde sein Bauernhaus in die schottischen Denkmallisten in der höchsten Denkmalkategorie A aufgenommen. Der Denkmalschutz erstreckt sich nicht auf die Außengebäude, die teils neueren Datums sind.
Das Gebäude wurde im Jahre 1803 nach einem Entwurf des Architekten Charles Ritchie errichtet. Ausführender Steinmetz war John Doughty. Die Gesamtkosten betrugen rund 1120 £. Um 1840 wurde das Gebäude erweitert.

## Beschreibung
Die Bielgrange Farm liegt isoliert rund zwei Kilometer nördlich von Stenton und 600 m westlich des Herrenhauses Biel House. Direkt südlich verläuft der Bach Wittinghame Burn, der sich östlich zum Biel Water vereinigt. Das klassizistische Gebäude ist asymmetrisch aufgebaut. Die ältesten Gebäudeteile sind zweistöckig, wohingegen die Anbauten aus den 1840er Jahren einstöckig gearbeitet sind. Roter und grauer Sandstein wurden zu einem Schichtenmauerwerk verbaut. Die symmetrisch aufgebaute, ostexponierte Frontseite ist drei Achsen weit. Die Gebäudeteile schließen mit Walmdächern ab.